# Liste des guerres prolongées par une irrégularité diplomatique

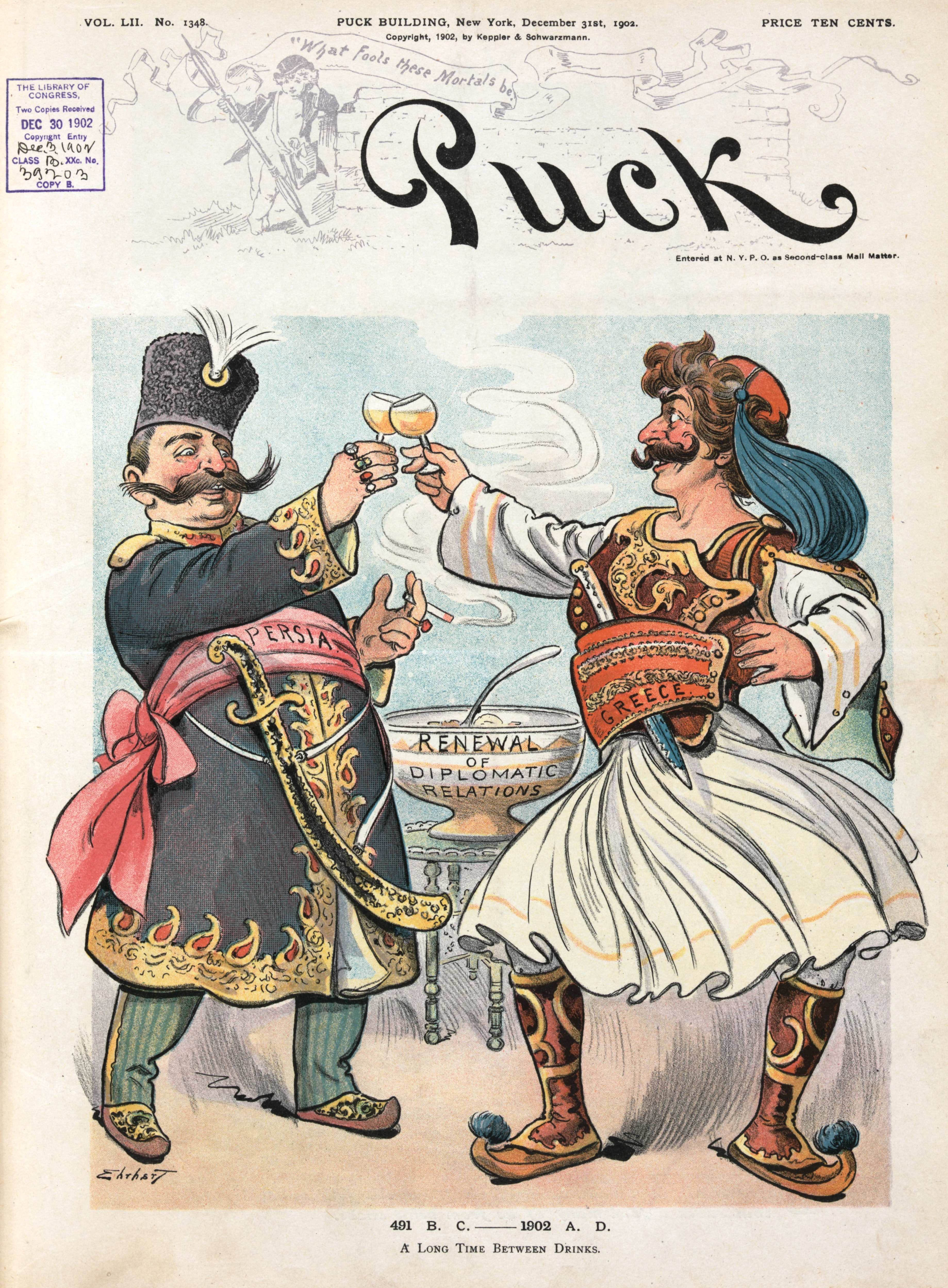
Dessin humoristique dans le magazine Puck célébrant la « reprise » des relations diplomatiques entre la Grèce et la Perse en 1902, relations interrompues par les Guerres médiques en -490.

Les guerres prolongées par une irrégularité diplomatique concernent souvent de petits pays cités dans une déclaration de guerre lors d'un conflit généralisé mais omis accidentellement lors du traité de paix. Ces « guerres prolongées » ne sont découvertes que bien après le traité de paix et n'ont aucune conséquence durant la longue période (souvent des décennies) suivant la fin des combats.
Une telle situation doit être distinguée de celle où les parties évitent délibérément de signer un traité de paix quand un conflit politique survit au conflit militaire, comme dans le cas du contentieux relatif aux îles Kouriles entre le Japon et la Russie.

## Guerres prolongées
| Belligérants                                                                 | Conflit historique                 | Déclaration de guerre | Paix De facto | Cérémonie de paix | Statut de la revendication |
| ---------------------------------------------------------------------------- | ---------------------------------- | --------------------- | ------------- | ----------------- | --- |
| La France et l'Angleterre                                                    | Guerre de Cent Ans                 | 1337                  | 1453          | 1475              | La guerre de Cent Ans s'était « endormie » en 1453 après la bataille de Castillon, le traité de paix signé à Picquigny le 29 août 1475 entre le roi de France Louis XI et le roi d'Angleterre Édouard IV y met fin définitivement. |
| Les Sorlingues et les Provinces-Unies (Guerre de Trois cent trente-cinq Ans) | Première guerre anglo-néerlandaise | 1651                  | 1654          | 1986              | Les Provinces-Unies dirigées par Michiel de Ruyter déclarèrent la guerre aux Conseil des Sorlingues qui administrait les îles pour la Couronne britannique (pour le duché de Cornouailles). Les pirates de ces îles étaient une menace durant la Première Révolution anglaise entre les Royalistes et les Parlementaristes. Quand les Provinces Unies et le Commonwealth d'Angleterre rédigèrent le traité de Westminster en 1654, cet état de guerre fut oublié — il n'avait d'ailleurs donné lieu à aucun combat. |
| Huéscar et le Danemark                                                       | Guerre d'indépendance espagnole    | 1809                  | 1814          | 1981              | La municipalité d'Huéscar était en guerre avec le Danemark à la suite des guerres napoléoniennes en Espagne durant lesquelles le Danemark était allié avec le Premier Empire. La déclaration de guerre officielle fut oubliée jusqu'à ce qu'elle soit redécouverte par un historien local en 1981, ce qui donna lieu à la signature d'un traité de paix le 11 novembre 1981 par le maire José Pablo Serrano Carrasco (es) et l'ambassadeur du Danemark en Espagne Mogens Wandel-Petersen. Pas un seul coup de feu ne fut tiré durant les 172 années de cette guerre sans la moindre victime. |
| La principauté du Monténégro et l'empire du Japon                            | Guerre russo-japonaise             | 1904                  | 1905          | 2006              | La principauté du Monténégro déclara la guerre à l'empire du Japon en tant qu'allié de l'Empire russe mais, en raison de l'éloignement géographique, sa participation au conflit se limita à l'envoi de quelques soldats. Après l'indépendance du Monténégro (indépendant en 1904, mais rattaché à la Serbie en 1918) votée en 2006, le pays signa un traité de paix séparé afin d'engager des relations diplomatiques avec le Japon. Voir Relations entre le Japon et le Monténégro. |
| Andorre et l'Empire allemand                                                 | Première Guerre mondiale           | 1914                  | 1918          | 1958,             | Andorre ne fut pas invitée à la Conférence de paix de Paris de 1919. Sa participation au conflit n'était que formelle. |
| Le Costa Rica et l'Empire allemand                                           | Première Guerre mondiale           | 1918                  | 1918          | 1945              | En raison d'un différend concernant la légitimité du gouvernement de Federico Tinoco Granados, le Costa Rica ne prit pas part au traité de Versailles. La guerre entre le Costa Rica et l'Empire allemand prit fin après la Seconde Guerre mondiale, dans le cadre des accords de Potsdam. Le Costa Rica n'a pas déclaré la guerre à l'Allemagne durant la Seconde Guerre mondiale. |
| Les Alliés de la Seconde Guerre mondiale et l'Allemagne                      | Seconde Guerre mondiale            | 1939                  | 1945          | 1990              | À la fin de la Seconde Guerre mondiale, il n'y avait pas d’État allemand reconnu par toutes les forces alliées comme l'unique représentant de l’ancien Reich. La « guerre » ne prit fin juridiquement que lors de la réunification allemande en 1990. Avec quelques ajustements en 1949, l'état de guerre entre les États-Unis et l'Allemagne fut conservé afin de fournir une base légale à la présence de troupes américaines, as a legal substitute for a peace treaty. Les États-Unis mirent fin formellement au conflit avec l'Allemagne le 19 octobre 1951. Selon les États-Unis, un traité de paix formel avait été bloqué par l’Union soviétique. Ce ne fut qu'avec la signature en 1990 du traité de Moscou que la paix fut formellement rétablie. |
| Le Japon et la Russie                                                        | Seconde Guerre mondiale            | 1944                  | 1945          | En cours          | En 1956, le Japon et l'Union soviétique signent une déclaration commune soviéto-japonaise prévoyant la fin de l'état de guerre et convenant de poursuivre les négociations pour un traité de paix. La finalisation de ce traité reste suspendu à la résolution du différend relatif aux îles Kouriles. |

## Accords de paix symboliques
| Belligérants      | Conflit historique    | Déclaration de guerre | Paix De facto | Cérémonie de paix | Statut de la revendication |
| ----------------- | --------------------- | --------------------- | ------------- | ----------------- | --- |
| Rome et Carthage  | Guerres puniques      | 264 av. J.-C.         | 146 av. J.-C. | 1985              | La Rome antique et l'ancienne Carthage n'ont jamais signé de traité de paix après la prise et la destruction de Carthage par les Romains en 146 av. J.-C. Le 5 février 1985, le maire de Rome Ugo Vetere (en) et le maire de Carthage Chedli Klibi ont signé un traité de paix et un pacte d'amitié,. |
| Perse et Grèce    | Guerres médiques      | 499 av. J.-C.         | 439 av. J.-C. | 1902              | En -499, l'Empire achéménide a tenté de conquérir les différentes cités du monde grec antique. En fin de compte, ses efforts se sont avérés vains et les civilisations perse et grecque ont continué de se faire la guerre avec une certaine intensité jusqu'à ce que la première renonce à ses projets de conquête sur la seconde en -449. Cependant, malgré la fin de la guerre, Grecs et Perses n'ont jamais officiellement rétabli leur relation diplomatique jusqu'à ce que les Kadjar entreprennent de nommer un ambassadeur persan à la cour hellénique en 1902. |
| Sparte et Athènes | Guerre du Péloponnèse | 431 av. J.-C.         | 404 av. J.-C. | 1996              | En 1996, le maire d'Athènes Dimítris Avramópoulos et le maire de Sparte Dimosthenis Matalas ont signé un accord de paix symbolique mettant officiellement fin à la guerre du Péloponnèse. |